# Lorian Bezuk
Lorian Bezuk (* 26. April 2004 in Zagreb) ist ein kroatischer Eishockeyspieler, der seit 2020 beim KHL Sisak unter Vertrag steht und derzeit mit dem Klub in der kroatischen Eishockeyliga und in der International Hockey League spielt.

## Karriere
Lorian Bezuk begann seine Karriere als Eishockeyspieler im Jugendbereich von KHL Zagreb. Mit 15 Jahren wechselte er zum Kalmar HC, für den er in schwedischen Juniorenspielklassen spielte. Die Saison 2021/22 verbrachte er beim Nynäshams IF, für den er neben Einsätzen im Nachwuchsbereich auch in der viertklassigen Hockeytvåan auf dem Eis stand. Daneben ist er seit 2020 auch wieder in Kroatien aktiv. Spielte er zunächst auch für seinen Ausbildungsverein KHL Zagreb, so schnürt er seit 2021 seine Stiefel ausschließlich beim KHL Sisak in der kroatischen Eishockeyliga und in der International Hockey League.

### International
Für Kroatien nahm Bezuk im Juniorenbereich an den U20-Weltmeisterschaften 2023 in der Division II, als den Kroaten der Aufstieg gelang, und 2024 in der Division I teil.
Sein Debüt in der Herren-Nationalmannschaft der Kroaten gab er bei der Weltmeisterschaft der Division II 2023.

## Erfolge und Auszeichnungen
- 2023 Aufstieg in die Division I, Gruppe B, bei der U20-Weltmeisterschaft der Division II, Gruppe A

## Statistik
(Stand: Ende der Saison 2023/24)